# К-21 (1961)
К-21 — советская атомная подводная лодка проекта 627А «Кит», заводской № 284.

## История
Заложена 2 апреля 1960 года на стапеле цеха №42 Северного машиностроительного предприятия. Спущена на воду 18 июня 1961 года. С 22 января по 30 августа 1961 года на лодке были проведены швартовные испытания оборудования и механизмов. Заводские ходовые испытания проводились в период с 12 по 16 сентября 1961 года. Государственные испытания проходили с 21 сентября по 31 октября 1961 года. 31 октября 1961 года Государственная комиссия подписала акт о завершении государственных испытаний ПЛА «К-21».
Включена в состав Северного флота в ноябре 1961 года, зачислена в состав 3-й дивизии подводных лодок с местом базирования в Западной Лице.  Первым командиром ПЛА «К-21» был назначен капитан 2 ранга Чернавин В.Н.
Всего до конца 1961 года ПЛА «К-21» прошла 5906 морских миль, из них 3524 морские мили в подводном положении. В период с 24 марта по 14 мая 1962 года лодка совершила 51-суточный боевой поход, пройдя 10124 морских мили, включая 8648 морских миль в подводном положении. Это плавание считается первым походом советской ПЛА на полную автономность. Для обеспечения похода ПЛА «К-3» к Северному полюсу в 1962 году ПЛА «К-21» осуществляла мероприятия по проведению ледовой разведки под водой. При проведении ледовой разведки производились стрельбы боевыми торпедами.
С 23 апреля по 21 мая 1964 года ПЛА «К-21» совершила боевой поход в Норвежское море и Северную Атлантику по плану учений "Ограда". В 1965 году  лодка несла боевую службу в Баренцевом море. 
В  1965 году лодка вернулась на «Звездочку» для среднего ремонта и модернизации, которые были завершены в  1966 года. В кампанию 1967 — 1970 годов ПЛА «К-21» произвела 3 автономных похода на боевую службу общей продолжительностью 170 суток.
В период с 1973 года по 1975 год лодка прошла очередной ремонт с перезарядкой активных зон реакторов.В 1975 году переведена в состав 17-й дивизии подводных лодок с местом базирования в Гремихе.
В кампанию 1976 — 1980 годов ПЛА «К-21» была в 4 автономных походах на боевую службу общей продолжительностью 200 суток. С 1983 года по 1985 год лодка проходила средний ремонт. В период с 1986 года по 1991 год ПЛА отрабатывала задачи боевой подготовки в море и на базе.
Всего с момента спуска на воду ПЛА «К-21» прошла 190831 морских миль за 22932 ходовых часов.
19 апреля 1991 года лодка была списана и выведена из боевого состава ВМФ. По состоянию на 2002 год находилась на хранении на базе Гремиха. В настоящее время утилизирована.

## Командиры
- капитан 2 ранга Владимир Чернавин (03.1959 г. — 08.1962 г.)
- капитан 2 ранга Анатолий Павлов (10.1962 г. — 08.1965 г.)
- капитан 2 ранга Фирсов Геннадий Никифорович  (1981 г. - 1982 г.)